# NGC 3494
NGC 3494 је двојна звезда у сазвежђу Лав која се налази на NGC листи објеката дубоког неба.
Деклинација објекта је + 3° 46' 28" а ректасцензија 11h 1m 10,9s. Привидна величина (магнитуда) објекта NGC 3494 износи 14,6.